# یوزف گرزیاک (ورزشکار)
یوزف گرزیاک (انگلیسی: Józef Grzesiak; ۱۸ فوریهٔ ۱۹۴۱ – ۳۰ مهٔ ۲۰۲۰) بوکسور اهل لهستان بود.